# 스기모토 다다시
스기모토 다다시(일본어: 杉本 正, 1959년 5월 3일 ~ )는 일본의 전 프로 야구 선수이자 야구 지도자이다. 현재 라쿠텐 골든이글스의 1,2군 순회코치를 하고 있다.

## 인물

### 선수 시절
시즈오카현 슨토군 오야마정 태생으로 고텐바니시 고등학교를 졸업한 후 사회인 야구팀인 다이쇼와 제지를 거쳐 1980년 프로 야구 드래프트 회의에서 세이부 라이온스로부터 3순위로 지명을 받아 입단, 선발 로테이션의 일원으로서 활약해 1982년과 1983년의 리그 2연패 달성에 공헌했다. 1985년에는 전지 훈련 직전에 다오 야스시와의 교환 트레이드로 오이시 도모요시와 함께 주니치 드래건스에 이적했다.
1986년 8월 7일, 고라쿠엔 구장에서 열린 요미우리 자이언츠전에 선발 등판해 이 경기의 요미우리 선발 투수인 마키하라 히로미와 8회까지 제로 행진의 투수전을 펼쳤지만, 9회말 나카하타 기요시에 슬로우 커브(당시의 구속 표시는 90 km/h였다)를 던져 끝내기 홈런을 허용해 패전 투수가 되었다. 경기 종료 후 분을 삭이지 못한 채 벤치에서 글러브를 내팽개치는 등 이 일은 후에 이야깃거리가 된 적이 있었다. 덧붙여서 세이부 시대의 1983년 일본 시리즈에서는 요미우리와의 3차전과 6차전에 선발로 등판했지만 모두 승패로 이어지지 않았다. 이 2경기 모두 요미우리의 선발은 마키하라였다.
이듬해인 1987년에는 요미우리와의 개막 경기에서 선발 투수로 등판했지만 요시무라 사다아키, 고마다 노리히로에게 홈런을 허용하면서 패전 투수가 되었다. 고마다와는 요코하마 베이스타스의 코치 시절인 2009년에 1년간 동료로 지냈다. 1990년 시즌 도중 교환 트레이드로 후쿠오카 다이에 호크스에 이적, 1993년에는 2군에서만 시즌을 보내면서 시즌 종료 후 현역 생활을 은퇴했다.

### 은퇴 후
1994년에 후쿠오카현에 RKB 마이니치 방송에서 야구 해설가로 활약하다가 1995년 ~ 1997년에는 후쿠오카 다이에 호크스 2군 투수 코치, 1998년 ~ 2001년 세이부 라이온스 1군 투수 코치(불펜 담당), 2004년과 2005년에 후쿠오카 다이에·소프트뱅크의 2군 투수 코치, 2006년 ~ 2008년은 소프트뱅크의 1군 투수 코치를 맡았다.
2007년 5월 31일, 요미우리 자이언츠와의 인터리그전에서 대타로 타석에 들어선 야노 겐지에게 역전 만루 홈런을 허용했을 때 당시 평론가인 도요다 야스미쓰는 소프트뱅크 투수진을 향해 “치졸한 계투”라고 비판했다. 도요다가 비판하기 전부터 계투진에 물음표가 남는 부분은 많았다. 2008년에는 주전 선수들의 부상이 속출하면서 신통치 않은 팀 성적에다가 팀 평균자책점이 나쁘게 나올 정도로 팀은 12년 만에 최하위로 처졌다는 책임을 물어 2008년 시즌 종료 후 코치직에서 물러났다(당시 팀 성적은 6위).
2009년에는 요코하마 베이스타스의 1군 투수 코치로 부임하여 팀 평균자책점인 4.36을 기록하면서 전년도(2008년)보다 다소 개선되었지만 이후 투수진의 성적 부진 등 침체를 겪어 결국 팀은 2년 연속 최하위 성적을 기록했다는 이유로 코치직에서 해임되는 불명예를 안게 되었다.
2010년부터는 한국 프로 야구 KIA 타이거즈의 1군 투수 코치로 부임했다. 그러나 부임한 이후 신통치 않은 팀 성적 부진과 팀의 평균자책점이 나빠지는 등 악재가 겹쳐 7월 23일자로 2군 투수 코치로 자리를 옮겼고 불펜 코치를 담당했던 이강철 코치는 1군 투수 코치로 부임했다.
2010년 시즌 종료 후 KIA의 코치직에서 물러났으며, 2011년에는 도호쿠 라쿠텐 골든이글스 편성부의 스카우트로 부임, 2012년부터는 세이부의 1군 투수 코치로 복귀했다. 세이부 라이온즈에서 2014년까지 코치로 활동하다가 2015년에 분카 방송에서 야구 해설가로 활동했었고 스포츠 닛폰에서 야구 평론가로 활동하다가 2017년에 라쿠텐 골든이글스의 1,2군 순회코치로 부임했다.

## 출신 학교
- 고텐바니시 고등학교

## 선수 경력
사회인 시대
- 다이쇼와 제지

프로팀 경력
- 세이부 라이온스(1981년 ~ 1984년)
- 주니치 드래건스(1985년 ~ 1990년)
- 후쿠오카 다이에 호크스(1990년 ~ 1993년)

## 지도자 경력
- 후쿠오카 다이에 호크스 2군 투수 코치(1995년 ~ 1997년)
- 세이부 라이온스 1군 투수 코치(1998년 ~ 2001년)
- 후쿠오카 다이에 호크스·후쿠오카 소프트뱅크 호크스 2군 투수 코치(2004년 ~ 2005년)
- 후쿠오카 소프트뱅크 호크스 1군 투수 코치(2006년 ~ 2008년)
- 요코하마 베이스타스 1군 투수 코치(2009년)
- KIA 타이거즈 1군·2군 투수 코치(2010년)
- 사이타마 세이부 라이온스 1군 투수 코치(2012년 ~ 2014년)
- 도호쿠 라쿠텐 골든이글스 1,2군 순회코치(2017년 ~ )

## 기타 경력
- RKB 마이니치 방송 야구 해설가(1994년)
- 분카 방송 야구 해설가, 스포츠 닛폰 야구 평론가(2015년 ~ 2016년)

## 수상·타이틀 경력
- 월간 MVP : 1회(1987년 5월)

## 개인 기록
- 올스타전 출장 : 3회(1982년, 1986년, 1987년)
- 최다 완봉 : 1회(1982년)

## 등번호
- 20(1981년 ~ 1984년)
- 14(1985년 ~ 1986년)
- 21(1987년 ~ 1990년 시즌 도중)
- 28(1990년 시즌 도중 ~ 1991년)
- 31(1992년 ~ 1993년)
- 76(1995년 ~ 1997년)
- 70(1998년 ~ 2001년)
- 71(2004년 ~ 2005년)
- 85(2006년 ~ 2008년)
- 77(2009년)
- 78(2010년)
- 88(2012년 ~ 2014년)
- 73(2017년 ~ )

## 연도별 성적
| 연도        | 소속        | 등 판 | 선 발 | 완 투 | 완 봉 | 무 볼 넷 | 승 리 | 패 전 | 세 이 브 | 홀 드 | 승 률 | 타 자 | 투 구 회 | 피 안 타 | 피 홈 런 | 볼 넷 | 고의 사구 | 死 구 | 탈 삼 진 | 폭 투 | 보 크 | 실 점 | 자 책 점 | 평균 자책점 | WHIP |
| ----------- | ----------- | ----- | ----- | ----- | ----- | -------- | ----- | ----- | -------- | ----- | ----- | ----- | -------- | -------- | -------- | ----- | --------- | ----- | -------- | ----- | ----- | ----- | -------- | ----------- | ---- |
| 1981년      | 세이부      | 36    | 21    | 7     | 1     | 0        | 7     | 8     | 2        | --    | .467  | 621   | 145.1    | 138      | 16       | 57    | 1         | 2     | 61       | 2     | 1     | 66    | 56       | 3.48        | 1.34 |
| 1982년      | 세이부      | 26    | 22    | 6     | 4     | 0        | 7     | 12    | 0        | --    | .368  | 560   | 132.2    | 130      | 6        | 51    | 1         | 2     | 60       | 1     | 0     | 59    | 54       | 3.65        | 1.36 |
| 1983년      | 세이부      | 26    | 22    | 4     | 2     | 1        | 12    | 6     | 0        | --    | .667  | 571   | 136.1    | 133      | 16       | 39    | 2         | 0     | 44       | 0     | 0     | 56    | 52       | 3.43        | 1.26 |
| 1984년      | 세이부      | 22    | 22    | 5     | 3     | 1        | 7     | 8     | 0        | --    | .467  | 527   | 124.2    | 136      | 12       | 33    | 3         | 0     | 57       | 0     | 0     | 54    | 53       | 3.83        | 1.36 |
| 1985년      | 주니치      | 23    | 15    | 4     | 0     | 0        | 5     | 4     | 0        | --    | .556  | 426   | 98.2     | 105      | 14       | 32    | 4         | 5     | 60       | 1     | 0     | 49    | 47       | 4.29        | 1.39 |
| 1986년      | 주니치      | 31    | 25    | 10    | 3     | 2        | 12    | 13    | 0        | --    | .480  | 733   | 182.2    | 163      | 16       | 44    | 4         | 0     | 106      | 2     | 0     | 70    | 61       | 3.01        | 1.13 |
| 1987년      | 주니치      | 28    | 28    | 5     | 2     | 0        | 13    | 9     | 0        | --    | .591  | 698   | 158.0    | 180      | 23       | 45    | 8         | 6     | 85       | 4     | 0     | 83    | 76       | 4.33        | 1.42 |
| 1988년      | 주니치      | 23    | 21    | 1     | 1     | 1        | 6     | 6     | 0        | --    | .500  | 501   | 118.2    | 119      | 13       | 36    | 1         | 1     | 92       | 0     | 0     | 56    | 52       | 3.94        | 1.31 |
| 1989년      | 주니치      | 23    | 7     | 0     | 0     | 0        | 3     | 4     | 0        | --    | .429  | 225   | 49.2     | 60       | 4        | 24    | 1         | 1     | 22       | 2     | 0     | 27    | 22       | 3.99        | 1.69 |
| 1990년      | 다이에      | 16    | 13    | 3     | 1     | 0        | 3     | 7     | 0        | --    | .300  | 359   | 78.1     | 106      | 9        | 29    | 3         | 2     | 47       | 0     | 0     | 47    | 43       | 4.94        | 1.72 |
| 1991년      | 다이에      | 15    | 13    | 1     | 0     | 0        | 3     | 8     | 0        | --    | .273  | 352   | 82.2     | 88       | 13       | 19    | 0         | 2     | 41       | 1     | 0     | 46    | 39       | 4.25        | 1.29 |
| 1992년      | 다이에      | 29    | 7     | 2     | 1     | 1        | 3     | 5     | 0        | --    | .375  | 278   | 62.0     | 81       | 6        | 15    | 1         | 1     | 29       | 0     | 0     | 37    | 34       | 4.94        | 1.55 |
| 통산 : 12년 | 통산 : 12년 | 298   | 216   | 48    | 18    | 6        | 81    | 90    | 2        | --    | .474  | 5851  | 1369.2   | 1439     | 148      | 424   | 29        | 22    | 704      | 13    | 1     | 650   | 589      | 3.87        | 1.36 |

- 굵은 글씨는 시즌 최고 성적.